# Kevin James McKenna
Kevin McKenna (Calgary, 21 gennaio 1980) è un allenatore di calcio ed ex calciatore canadese, di ruolo difensore.

## Palmarès

### Club

#### Competizioni nazionali
- 2. Fußball-Bundesliga: 1

Colonia: 2013-2014